# Хлопов, Николай Афанасьевич
Никола́й Афана́сьевич Хло́пов (1852—1909) — прозаик, драматург, журналист.

## Биография
Сведения о долитературном периоде жизни не обнаружены. Дебютировал драмами «Заря» в 3 действиях (1876) и «Карьера Украинцева» в 4 действиях (1878). В 1880 году печатал театральные обзоры и рецензии в газете «Харьков», там же поместил рассказы «История с одною скрипкой» и «Хуторянские были (История с Товкачем)», в которых ощутимо влияние Н. В. Гоголя: история утраченной, а затем возвращённой бедным чиновником скрипки восходит к «Шинели», в описании комических злоключений Товкача просматривается украинский колорит и сказовая манера «Вечеров на хуторе близ Диканьки».
Был харьковским корреспондентом газеты «Русские ведомости» (1880—1881). Переехав в Москву (1881), печатался в газете «Новости дня», в журнале «Свет и тени» (с 1882), где помещал короткие очерки на злобу дня, затем в юмористических еженедельниках: «Будильник», «Осколки», «Развлечение», «Стрекоза», «Шут». Познакомился с А. П. Чеховым (1884), который увидел в нём «талантливого, хорошего и робкого человечка, затёртого льдами московского равнодушия», «страстно» желавшего печататься в петербургской прессе. В июле 1887, когда Хлопов замещал редактора «Будильника» А. Д. Курепина и пытался сокращать чеховские тексты, между ними возник конфликт. Несмотря на протекцию и поправки Чехова, рассказы Хлопова «Березовый сок» и «Одиннадцатый» напечатаны не были.
Сотрудничал также в журналах «Семья», «Радуга», «Московский вестник», «Новости сезона», «Дело и отдых», газетах «Курьер», «Биржевые ведомости», «Петербургская газета», «Новости дня», «Новое время», «Русский сатирический листок», «Русский листок» (1890—1900), «Современные известия», «Южный край», «Раннее утро», «Московская иллюстрированная газета», «Московская газета», «Московский листок» [рассказы «В кабале» (1901), «Старая дева» (1902), «После грозы» (1904), «В ожидании» (1904) и другие].
В 1888 году опубликовал уголовный роман «Над бездной». К сходной тематике позднее обратился в повести «Злой гений» (1909), близкой по сюжету к распространённым в то время произведениям из уголовной хроники.
С 1900 по 1906 г. печатался в журнале «Детский отдых», среди публикаций — цикл с общим подзаголовком «из рассказов о маленьких работниках» — крестьянских детях («Алёшка Форрейтор» — 1900; «Вася-ремесленник» — 1901; «Сенька-легковой» — 1902; «Серёжа с бабушкой» — 1904), которые рано начинают работать, чтобы прокормить себя и помочь семье, сталкиваются с трудностями и разочарованиями, но становятся самостоятельными благодаря упорству и таланту. С подзаголовком «бытовой этюд» напечатал в журнале «Исторический вестник» рассказы «Мужики-дворяне» (1903) и «Сахарные поля» (1904) — об обнищавших дворянах, ведущих мужицкий образ жизни и страдающих от своего положения, и о деятельности новых сахарозаводчиков, чьи свекольные плантации теснят крестьянские наделы и отрывают молодёжь от привычного земледельческого уклада, соблазняя высокими заработками.
Автор комедий, широко ставившихся в конце XIX — начале XX в. в провинциальных и любительских театрах. В одной из них — «На лоне природы» в 3 действиях (1884, 1916) — соединились традиции тургеневского театра и «народного» водевиля. В провинциальном репертуаре пьеса продержалась более 40 лет, в разное время в ней играли В. Э. Мейерхольд (1886) и Е. Б. Вахтангов (1911). В комедии-шутке «На рельсах» (1888) присутствуют традиционные элементы водевильного жанра: обман-мистификация, месть, любовное соперничество, преодоление препятствий, знакомые типы персонажей — рохля-муж, жена-кокетка, влюблённый простак, высокопоставленный поклонник. Однако герои житейски и психологически достоверны, а потому зачастую выходят за рамки водевильных амплуа. Менее популярными и успешными оказались комедии «Травля» в 3 действиях (1885), «При пиковом интересе. Сцены из жизни захолустья» в 3 действиях (1890), «Новая богиня» в 3 действиях (1901), драмы «Порванные цепи» в 4 действиях (1901), драматические этюды «Воробьиная ночь» в 2 действиях (1884).
В творчестве Хлопова 1900-х гг. намечается усложнение поэтики: в рассказе «Катастрофа (Из легенд края)» (1905) при сохранении очерковой основы
(история обогащения и разорения аристократической семьи) обнаруживается легендарный колорит, вводятся символические мотивы смерти, запустения, хаоса, безумия, катастрофы. В поздних рассказах Хлопова «Человек с домом» (1907), «Отец и сын» (1908) усиливается социальное звучание: описываются трудности жизни бедняков, политических ссыльных. Последний рассказ «На кошевах — в „Якутку“» (1909) опубликован посмертно с сообщением от редакции о кончине «скромного труженика-беллетриста».
Летом 1909 года Хлопов уехал к брату в Харьков, где умер «от нервного удара».